# Лівчиці (Львівський район)
Лі́вчиці — село в Україні, у Львівському районі Львівської області. Зареєстрованого населення 271 особа. Орган місцевого самоврядування — Комарнівська міська рада.
Архітектурною прикрасою села є мурована церква святого Миколая із надбрамною дзвіницею перед входом. Попередня дзвіниця була дерев'яною (збереглася від старої церкви), проте була розібрана близько 1992 р.[джерело?]
Вперше церква згадується в документах 1578 р. В 1728 р. була зведена дерев'яна тризрубна триверха церква з емпорою-каплицею над бабинцем. Проте вже в XIX ст. емпору розібрали, перетворивши її на хори. Під час першої світової війни церква була сильно ушкоджена пожежею і використовувалася селянами як каплиця. У 1938 р. розпочалося будівництво мурованої церкви за проєктом Олександра Пежанського, дещо уточненому інженером Юрієм П'ясецьким зі Львова. Роботи було завершено лише в 1989 р.

## Відомі люди
- Юліан (Гатала) (нар. 1980) — єпископ Коломийський і Косівський, ПЦУ.